# Fundação Instituto de Pesquisas Contábeis, Atuariais e Financeiras
A Fundação Instituto de Pesquisas Contábeis, Atuariais e Financeiras - FIPECAFI é um órgão de apoio institucional ao Departamento de Contabilidade e Atuária da Faculdade de Economia, Administração e Contabilidade (FEA) da Universidade de São Paulo.

## História
Em 1970, professores da Faculdade de Economia, Administração e Contabilidade da Universidade de São Paulo - FEA/USP colocaram no papel as suas experiências e lançaram o livro Contabilidade Introdutória. A publicação trouxe à luz um novo pensamento, quebrou tabus, varreu conceitos anacrônicos. Começava a Revolução Contábil.
Em 1974, criaram a FIPECAFI – Fundação Instituto de Pesquisas Contábeis, Atuariais e Financeiras. O Departamento de Contabilidade e Atuária da FEA/USP jamais seria o mesmo. Seus projetos modificaram o cenário Contábil, Atuarial e Financeiro do País. Uma atuação pioneira que contribui para a evolução na forma de se fazer Contabilidade no Brasil. Elaborar, divulgar e dar transparência às demonstrações contábeis.
Um universo importante de setores econômicos foi considerado nessas atividades. Projetos executados para a CVM e Banco Central resultaram em manuais que regem a contabilidade dos setores de sociedades por ações, instituições financeiras e fundos de investimento, dentre outros.

## Produtos e Serviços
Cursos de Graduação (Regular e Presencial, EaD e Para Graduados), Pós-Graduação, MBA (EaD e Presencial), Mestrado Profissional, Extensão, Educação Executiva e e-Learning; Serviços de Consultoria ofertados por professores doutores da FEA/USP, docentes convidados e executivos renomados em suas áreas de atuação.

## Pós-Graduação
Os cursos de pós-graduação lato sensu são voltados para graduados em Administração, Atuária, Direito, Economia, Engenharia, Contabilidade e áreas afins que desejem obter pós-graduação lato sensu em Contabilidade, Finanças e Controladoria. Têm como base o oferecimento de uma grade de disciplinas, conduzidas por um corpo docente altamente qualificado que alia competência acadêmica, experiência profissional e didática.

## Master in Business Administration (MBA)
A FIPECAFI possui ampla grade de cursos de MBA em Contabilidade, Auditoria, Controladoria, Atuária, Mercado de Capitais e Finanças. Nossos MBA's são ministrados por professores doutores e mestres em sua maioria titulados pela FEA/USP em Contabilidade e áreas afins, além de profissionais que estão presentes no mercado de trabalho e em projetos de pesquisa para trazer o que há de mais recente nas suas respectivas áreas de atuação.

## Mestrado Profissional
Este curso tem como objetivo principal a formação de profissionais altamente qualificados para atuarem em posições estratégicas em organizações de qualquer natureza, de forma a desenvolver e aplicar conhecimentos que visam propor soluções nas áreas de controladoria e de finanças por meio do método científico.

## Cursos de Extensão
Os cursos de Extensão da FIPECAFI tratam de temas relevantes e atuais no universo da Contabilidade, Auditoria, Controladoria, Atuária, Mercado de Capitais e Finanças e áreas correlatas, oferecendo a oportunidade de contato com profissionais e especialistas reconhecidos em suas áreas de atuação. Os programas têm duração variada e apresentam como diferencial a disponibilização completa do material didático e de apoio para a expansão sobre o tema.

## Programa de Educação Executiva
A FIPECAFI oferece um conteúdo sofisticado de cursos de curta duração para executivos, empreendedores, consultores, pesquisadores e estudantes de Finanças, Contabilidade, Economia, Administração, Auditoria, Controladoria e Atuária. Este Programa distingue-se pela abordagem de temas específicos dentro das áreas de negócios, com vistas à tomada de decisão.

## Cursos e-Learning
Os cursos e-Learning de Curta Duração abordam temas relevantes em Contabilidade, Controladoria, Finanças e Mercado Financeiro, associando tecnologia a um atendimento educacional personalizado e dinamizando a relação tempo/espaço sem perder o aspecto humano da aprendizagem.

## Consultoria
Projetos de consultoria para empresas privadas e públicas em áreas de Governança Corporativa, Atuária, Pareceres Técnicos nas áreas Contábil, Financeira, Atuarial e Tributária no campo das aquisições, fusões e incorporações e demandas judiciais, Abertura de Capitais, Pesquisa de Mercado, Análises Setoriais, Modelagem de Negócios.